# Brandon Cruz
Brandon Cruz (Bakersfield, 28 maggio 1962) è un attore e cantante statunitense, noto soprattutto come attore bambino protagonista dal 1969 al 1972 della serie televisiva Una moglie per papà e come componente da adulto di celebri bande di punk rock (Dr. Know, Dead Kennedys, e altre).

## Biografia
Nato in California nel 1962, Cruz fu scelto da Bill Bixby come co-protagonista della serie televisiva Una moglie per papà. Quando a 5 anni si presentò ai provini non aveva alcuna previa esperienza di attore. Mostrò tuttavia una sorprendente naturalezza nell'immedesimarsi nella parte e un affiatamento immediato con il "padre" televisivo che furono le ragioni principali del successo delle tre stagioni della serie. Bixby del resto cercava un attore bambino che non recitasse ma fosse semplicemente se stesso. Dal canto suo Cruz trovò in Bixby una sorta di "secondo padre" cui rimase legato per tutta la sua vita.
Nonostante la lunga esperienza davanti alla cinepresa, Cruz non si sentì mai un attore, capace di interpretare una parte diversa da se stesso. La sua fama lo portò a partecipare come guest star ad altre serie televisive, a spot pubblicitari per la Kellogg e anche ad alcuni film. Lo si ricorda soprattutto nel gruppo dei piccoli scalcinati giocatori di baseball nel film Che botte se incontri gli "Orsi" (1976) con Walter Matthau e Tatum O'Neal. Giunto all'adolescenza, alla carriera di attore Cruz preferì quella di musicista e cantante in gruppi di punk rock (The Eddys, Dr. Know). Ciò più da vicino corrispondeva al suo disordinato stile di vita "hippie" nel quale era stato cresciuto e che lo segnò fin da giovanissimo per la dipendenza dall'alcool e dalla droga.
A 34 anni Cruz decise che era giunto il momento di cambiare vita, rimanere sobrio, sposarsi e avere una famiglia e figli ai quali dare quella stabilità che egli non aveva mai avuto. Ha lavorato al montaggio di importanti produzioni televisive (come la serie South Park), tornando anche occasionalmente davanti alla macchina da presa come attore o per interviste in numerosi documentari, e mantenendo viva al centro dei suoi interessi la passione per la musica, quale membro di band di punk rock (Dead Kennedys, Gary 'Dr. Know' Miller).

## Riconoscimenti
- Young Hollywood Hall of Fame (1970's)
- Young Artist Award, Former Child Star Lifetime Achievement Award (1991)

## Filmografia parziale

### Cinema
- 80 Steps to Jonah, regia di Gerd Oswald (1969)
- Che botte se incontri gli "Orsi" (The Bad News Bears), regia di Michael Ritchie (1976)
- Safe, regia di Todd Haynes (1995)
- I diari della motocicletta (Diarios de motocicleta), regia di Walter Salles (2004)
- Le streghe di Salem (The Lords of Salem), regia di Rob Zombie (2012)

### Televisione
- Una moglie per papà (The Courtship of Eddie's Father) – serie TV, 73 episodi (1969-1972)
- Le donne preferiscono il vedovo (But I Don't Want to Get Married!), regia di Jerry Paris – film TV (1970)
- Gunsmoke – serie TV, episodio 18x05 (1972)
- Kung Fu – serie TV, episodio 1x01 (1972)
- Medical Center – serie TV, episodio 4x20 (1973)
- The Going Up of David Lev, regia di  James F. Collier – film TV (1973)
- Love, American Style – serie TV, episodio 5x08 (1973)
- Sulle strade della California (Police Story) – serie TV, episodio 1x14 (1974)
- ABC Afterschool Specials – serie TV, episodio 5x03 (1976)
- L'incredibile Hulk (The Incredible Hulk) – serie TV, episodio 1x07 (1978)

## Discografia
- Brandon Cruz, Eddie Is a Punk: The Courtship of Eddie: Recordings From 1970-1997 (1998)